# Норонья, Исайас ди
Жозе́ Иза́йас ди Норо́нья (порт. José Isaías de Noronha; 6 июля 1874, Рио-де-Жанейро — 29 января 1963, там же) — бразильский военный и государственный деятель, адмирал, член военной хунты, которая управляла страной в период с 24 октября по 3 ноября 1930 года.

## Биография
Жозе Изайас ди Норонья родился в семье потомственного военного, генерала Мануэла Муниса ди Нороньи и Зулмиры Аугусты Агиар. Дядя Изайаса, Жулиу Сезар ди Норонья, в 1902—1906 годах был главнокомандующим Военно-морским флотом Бразилии, а сын последнего, Силвиу ди Норонья, занимал этот же пост в 1946—1951 годах.
Изайас ди Норонья учился в военно-морской академии. В 1923 году ему было присвоено звание контр-адмирал. Уже будучи адмиралом, Норонья стал членом военной хунты, созданной 24 октября 1930 года в связи с революцией, вспыхнувшей в Бразилии, и занял должность главнокомандующего ВМФ, на которой находился до 17 декабря.